# Institute for Advanced Study
Institute for Advanced Study (IAS), som ligger i Princeton, New Jersey, USA, er et center for teoretisk forskning. Instituttet er måske bedst kendt som det akademiske hjemsted for Albert Einstein, John von Neumann og Kurt Gödel efter disses immigration til USA. Andre videnskabsmænd, som har arbejdet på instituttet, er J. Robert Oppenheimer, Freeman Dyson, Erwin Panofsky, Homer A. Thompson, George F. Kennan, Hermann Weyl og Michael Walzer.
Instituttet har ingen formelle forbindelser til Princeton University eller andre uddannelsesinstitutioner, men har dog siden dets grundlæggelse haft fordel af tætte samarbejdsbånd med Princeton. Det blev grundlagt i 1930 af filantroperne Louis Bamberger og Caroline Bamberger Fuld; instituttets første direktør var Abraham Flexner.
Instituttet er delt ind i fire skoler: historiske studier, matematik, naturvidenskab og samfundsvidenskab med et nyere program i systembiologi. Det består af et permanent personale på 27 og hvert år tildeles stipendier til 190 besøgende fra over 100 universiteter og forskningsinstitutioner. Den nuværende direktør er professor Peter Goddard.

## Ekstern henvisning
- Wikimedia Commons har flere filer relateret til Institute for Advanced Study
- Officiel hjemmeside

40°19′54″N 74°40′04″V / 40.33167°N 74.66778°V